# 8318 أفيرويس
8318 أفيرويس أو الكويكب ابن رشد 8318 هو كويكب اكتشف في 29 سبتمبر 1973 على يد علماء الفلك في مرصد بالومار
Cornelis Johannes van Houten وIngrid van Houten-Groeneveld وTom Gehrels وسمي هذا الكويكب باسم العالم الأندلسي ابن رشد القاضي والطبيب والفيلسوف الفلكي الفيزيائي.